# Будинок бакинських ханів
Будинок бакинських ханів (азерб. Bakı xanlarının evi) — архітектурний комплекс в історичному центрі міста Баку — Ічері-шехер, зліва від Шемахинських воріт . До складу комплексу входить п'ять замкнутих дворів .

## Історія
У 1806 році після того як Бакинське ханство було приєднано до Російської імперії в приміщеннях комплексу був розташований російський військовий гарнізон. До недавнього часу тут розташовувалася військова комендатура. В одному з дворів комплексу колись був фруктовий сад з басейном в центрі. Цей сад є єдиним прикладом наявності великого зеленого масиву в середньовічному Баку. Він відомий зі збережених документів . До наших днів зберігся портал і відреставрована маленька мечеть. Біля фортечних стін міста на території комплексу розташована підземна лазня .
У 1980-х роках постало питання про відновлення комплексу. У 1985 — 1986 роках на частини території Будинку бакинських ханів провели археологічні розкопки, в ході яких вдалося виявити водопровід і підземні архітектурні будови, а також велику кількість зразків матеріальної культури . В ході ж реставрації, проведеної організацією «Барпачі» була вщент зруйнована права частина комплексу. У 2008 році, за словами заступника Товариства охорони пам'яток історії та культури Азербайджану Вагіфа Асадова, вже був готовий проект відновлення Будинку бакинських ханів, який знаходився в організації «Azerbarpalahija» . Нині комплекс перебуває в напівзруйнованому стані.